# 贵池行政区划沿革
贵池位于中华人民共和国安徽省西南部，于五代十国杨吴顺义六年（公元926年）正式更名为贵池县，1988年8月17日撤县设市（县级），2000年6月25日撤市设区，现为池州市人民政府所在地，行政区划经历多次演变。

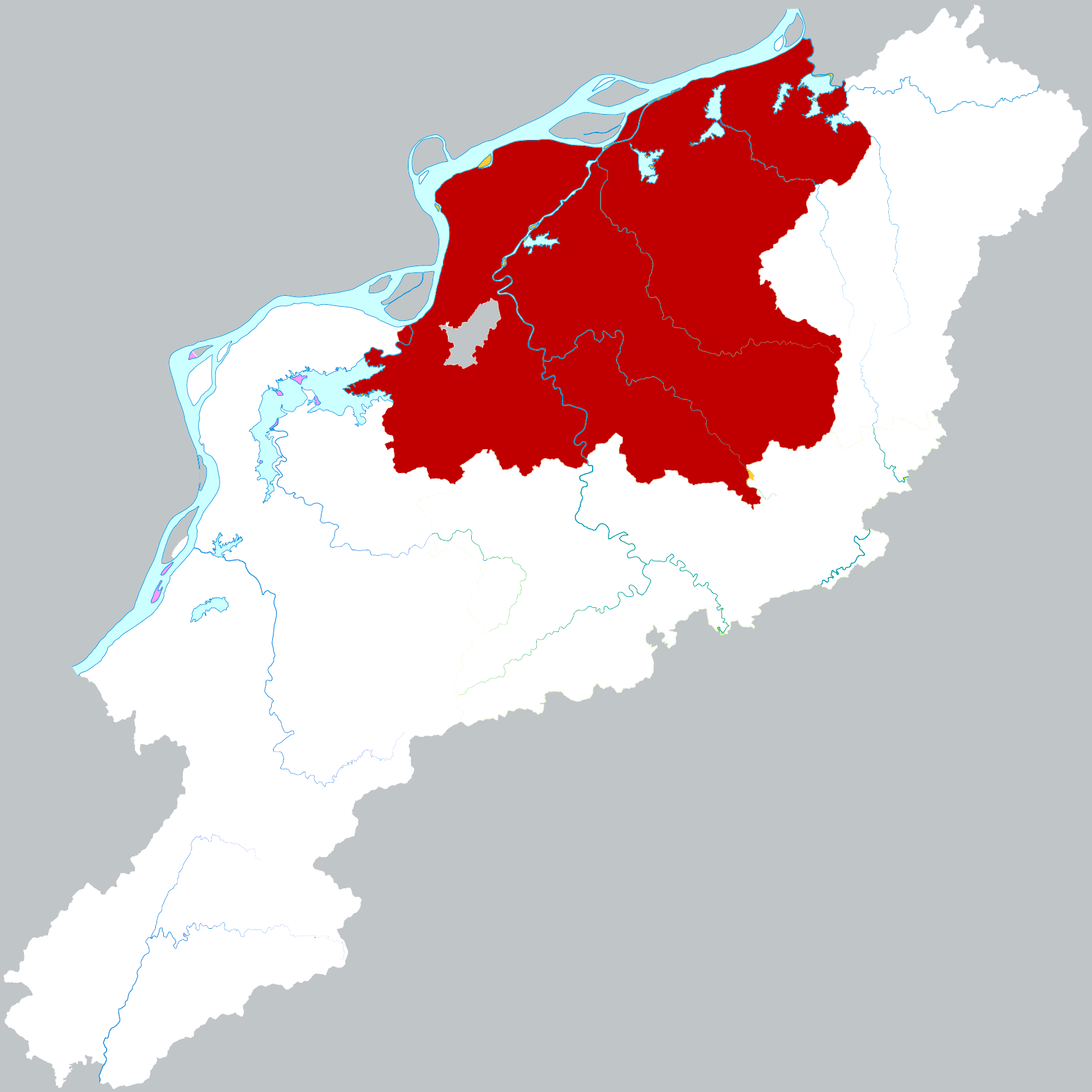
贵池区在池州市的位置（红色）

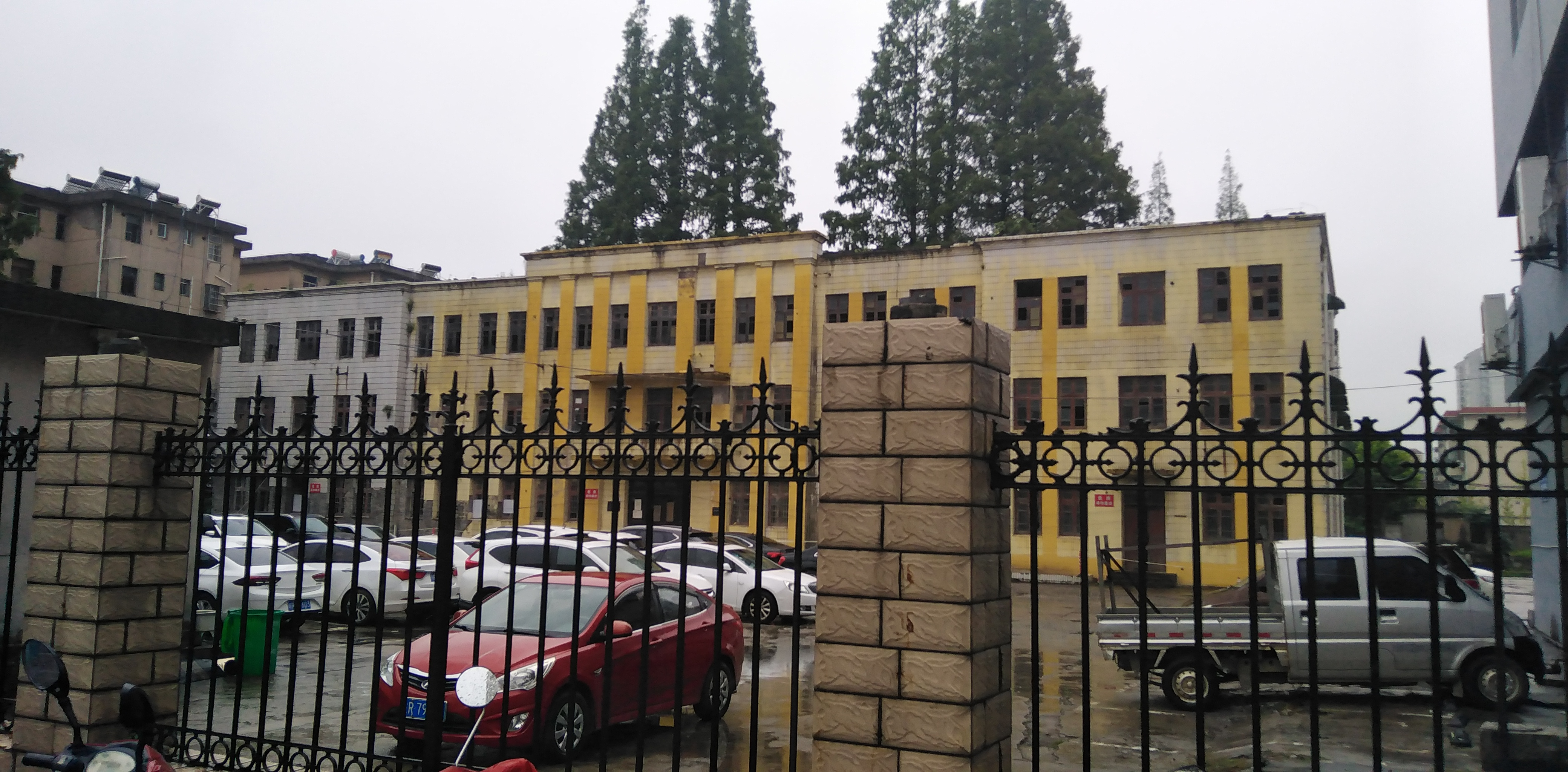
1965年至2011年之间的贵池县、贵池市、贵池区人民政府所在地

## 现行之行政区划
截至2022年5月，贵池区辖11个街道，9个镇和5个类似乡级单位。

| 贵池区行政区划（2021年）                                   |                |            |            | |
| 行政隶属：安徽省池州市 区政府驻地：江口街道                |                |            |            | |
| 乡镇街道                                                   | 统计用区划代码 | 村委会个数 | 居委会个数 | 下辖村/居委会 |
| 池阳街道                                                   | 341702001000   |            | 6          | 居民委员会：秀山居委会、古舜居委会、烟柳园居委会、南馨园居委会、秋江居委会、清风居委会 |
| 秋浦街道                                                   | 341702002000   |            | 5          | 居民委员会：湖心居委会、月亮湖居委会、翠微居委会、九华居委会、孝肃居委会 |
| 里山街道                                                   | 341702003000   | 9          | 1          | 居民委员会：解放居委会 村民委员会：里山村委会、象山村委会、新华村委会、晓岭村委会、合兴村委会、双河村委会、杨街村委会、元四村委会、白洋村委会                                                               |
| 江口街道                                                   | 341702004000   |            | 8          | 居民委员会：锦绣苑居委会、大兴居委会、永兴居委会、江口居委会、三范居委会、查村居委会、同义居委会、先进居委会                                                                                                |
| 马衙街道                                                   | 341702005000   | 6          | 5          | 居民委员会：滨河居委会、碧山居委会、峡山居委会、杨安居委会、南星居委会 村民委员会：金山村委会、马衙村委会、茶山村委会、童铺村委会、灵芝村委会、大路村委会                                                   |
| 墩上街道                                                   | 341702006000   | 14         | 1          | 居民委员会：墩上居委会 村民委员会：河口村委会、石铺村委会、团结村委会、龙池村委会、罗城村委会、许桥村委会、双河村委会、永岭村委会、低岭村委会、塔山村委会、茅坦村委会、步岭村委会、山湖村委会、香山村委会   |
| 梅龙街道                                                   | 341702007000   | 10         | 5          | 居民委员会：郭港居委会、观前居委会、园林居委会、新湖居委会、梅龙居委会 村民委员会：中梅村委会、胜利村委会、双惠村委会、桐梓山村委会、大同村委会、建华村委会、双湖村委会、新龙村委会、双岭村委会、祠堂村委会 |
| 秋江街道                                                   | 341702008000   | 11         | 3          | 居民委员会：阮桥居委会、高脊岭居委会、梅里居委会 村民委员会：民生村委会、普庆村委会、驻驾村委会、幸福村委会、莲台村委会、谷塘村委会、东埂村委会、三联村委会、同心村委会、万宝村委会、新河村委会             |
| 杏花村街道                                                 | 341702009000   |            | 7          | 居民委员会：杏花村居委会、池口居委会、城西居委会、十里居委会、孔井居委会、长岗居委会、杜坞居委会 |
| 清风街道                                                   | 341702010000   |            | 7          | 居民委员会：翠百社区、府学社区、城北社区、沿江社区、东湖路社区、百荷园社区、汇景社区 |
| 清溪街道（属平天湖风景区管理委员会）                       | 341702011000   |            | 10         | 居民委员会：永明居委会、联盟居委会、陵阳居委会、翠屏苑居委会、清溪居委会、南湖居委会、齐山居委会、碧岩居委会、白沙居委会、顺利居委会。                                                                      |
| 殷汇镇                                                     | 341702100000   | 17         | 1          | 居民委员会：殷汇社区 村民委员会：殷汇村、河东村、肖滩村、汇丰村、联丰村、读山村、五里村、东溪村、龙山村、龙庄村、石城村、长庄村、沧埠村、杨桥村、马草深村、灌口村、旧溪村                                   |
| 牛头山镇                                                   | 341702101000   | 9          | 3          | 居民委员会：长丰社区、木闸社区、姥山社区 村民委员会：牛头山村、宝赛村、观山村、长林村、万子村、杨店村、惠民村、万生村、前江村                                                                               |
| 梅街镇                                                     | 341702102000   | 10         | 2          | 居民委员会：潘桥社区、刘街社区 村民委员会：梅街村、峡川村、桃坡村、铺庄村、乌石村、姚街村、太平村、长垅村、源溪村、和平村                                                                                   |
| 牌楼镇                                                     | 341702103000   | 10         |            | 村民委员会：牌楼村、竹溪村、佳山村、济公村、丰收村、青山村、神山村、穿山村、兰山村、大山村 |
| 涓桥镇                                                     | 341702104000   | 12         | 1          | 居民委员会：涓桥社区 村民委员会：桂畈村、紫岩村、涓桥村、三友村、新桥村、普丰村、七一村、凉亭村、叶管村、乐岭村、四联村和联合村                                                                             |
| 乌沙镇                                                     | 341702105000   | 12         | 2          | 居民委员会：乌沙社区、晏塘社区 村民委员会：新庄村、联庄村、丰庄村、横塘村、新义村、李阳村、龙干村、灯塔村、联村村、红庄村、莲花村、双塘村                                                                   |
| 梅村镇                                                     | 341702106000   | 11         | 2          | 居民委员会：高坦社区、新村社区 村民委员会：必胜村、中新村、霄坑村、栗坑村、黄田村、梅山村、十字村、檀林村、长山村、珍溪村、杨棚村                                                                           |
| 唐田镇                                                     | 341702107000   | 12         | 2          | 居民委员会：唐田社区、吴田社区 村民委员会：四门村、扬名村、石坡村、八一村、尚书村、凤凰村、和平村、沙山村                                                                                                   |
| 棠溪镇                                                     | 341702108000   | 7          | 1          | 居民委员会：棠溪社区 村民委员会：双合村、曹村、花庙村、百安村、石门村、西山村、东山村 |
| 类似乡级单位                                               |                | 不適用     | 不適用     | 安徽贵池工业园、池州经济技术开发区、池州市火车站站前区、前江工业园、安徽省江南产业集中区、池州市杏花村文化旅游区                                                                                            |
| 注：清溪街道、池州市火车站站前区归属池州市平天湖风景区管辖 |                |            |            | |
| 资料来源：中华人民共和国国家统计局                         |                |            |            | |

## 汉唐宋时期
注：明朝之前，贵池县内县级以下政区失考。
- 汉元封二年（前109年），设立石城县，属扬州丹阳郡，县治位于今池州市区西南35公里的殷汇镇石城村。[2][4][5]
  - “石城”一名源自附近的两座石山夹立如城。[2][6]
- 隋开皇九年（公元589年），撤销石城县，并入南陵县，属宣州。[2]
- 隋开皇十九年（599年），将南陵县西部五个乡并石城故城析出设立秋浦县，县治石城故城。[7]
  - 县以流经今池州市境的秋浦河为名。[7]
- 唐武德四年（621年），设立池州，属宣州总管府，州治秋浦县。[7]
- 貞觀元年（627年），罢池州，秋浦县属江南道宣州。[7]
- 永泰元年（765年），秋浦县县治迁至贵口（今池州市中心城区），同时重新设立池州，州治秋浦县。[7]
- 杨吴顺义六年（926年），秋浦县更名贵池县。[7]
  - 因南朝梁昭明太子萧统垂钓于境内秋浦河，因喜食鳜鱼，称这条河为“贵池”，因而得名。[7]
- 南唐升元二年（938年）六月甲申，池州升为康化军（仍治贵池）。[7]
- 1361年，贵池县隶属九华府。1363年，隶属池州府。[7]

## 明清时期

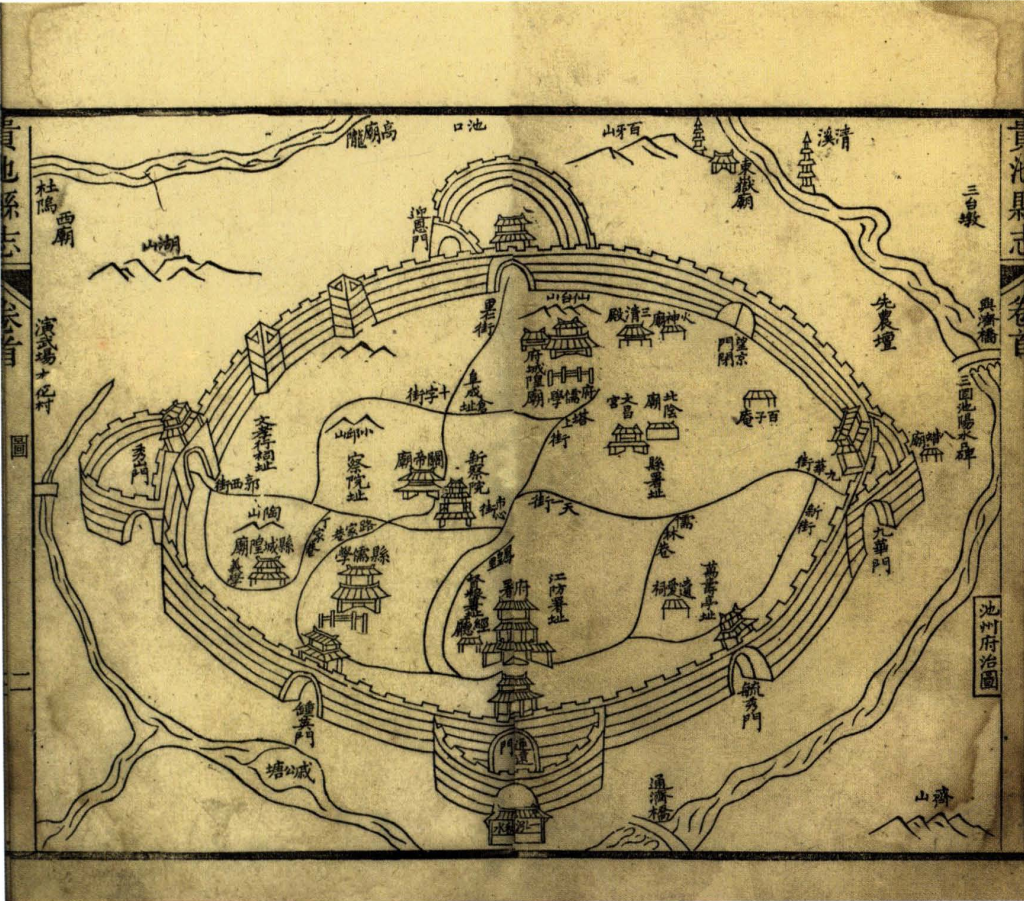
清朝池州府府治地图

明朝洪武元年（公元1368年），贵池县隶属中书省池州府。洪武十三年正月（1380年2月），池州府直接归六部管辖，贵池县仍属之。永乐元年（1403年），该隶南直隶池州府。此后一直至民国初年，贵池县仍属于池州府。
顺治二年（1645年）闰六月乙巳（1645年8月19日），清军占领贵池县城，贵池县属江南省池太道池州府，十八年（1661年）改属江南左布政使司池太道池州。康熙元年十二月甲子（1663年2月2日），池州府改属安池太广道（治贵池）。六年七月甲寅（1667年8月30日），池州府改属安徽省安池太道。二十一年十月乙亥（1682年10月31日），池州府改属江安十府储粮道（治歙县）。雍正十一年十二月癸亥（1734年1月20日），改属安徽宁池太广道，治安庆府，十二年十月庚戌（1734年11月3日），道治迁芜湖。
自1853年2月26日（咸丰三年正月甲子夜）开始，太平军和清军屡次争夺池州城，直至十一年八月五日（1861年9月10日），太平军才完全撤离。因避幼天王洪天贵福讳，太平天国改贵池县为桂池县，属安徽省池州郡。
光绪三十四年五月甲午(1908年6月8日)，池州府改属皖南道（治芜湖）。宣统三年九月二十五日（1911年11月15日），贵池县宣布独立，11月16日属驻铜陵县大通镇的安徽军政分府。

### 县以下政区
洪武十四年（1381年），与全国各地一样，池州府开始编造赋役黄册，所辖各县都下辖城厢、乡、镇。贵池县城厢位于贵池县城之内，如今属于池州市中心城区。明末，全县下辖5镇：清溪镇、齐山镇、池口镇、灵芝镇、殷汇镇。
至清康熙三十一年（公元1692年），增设上清溪镇和白洋镇。道光三年（公元1823年）又增设乌沙夹镇、观前镇、西华镇和塘桥镇，自此全县共11镇。
道光四年（公元1824年）全县设10乡、11镇、31保，一直使用至1930年为止：

| 贵池县区划一览表（道光四年/1824年）                                                          |             |                                                        |                                                          |
| 行政隶属：安徽省池州府 县治：城厢                                                            |             |                                                        |                                                          |
| 乡                                                                                           | 位置        | 所辖保                                                 | 备注                                                     |
| 城厢 （分四图）                                                                              | 城内        | 图一、图二、图三、图四                                 | 管辖四图，每图又分十牌，每牌称一里。                     |
| 清溪镇                                                                                       | 城东北5里   |                                                        | 明嘉靖年间设，清康熙三十一年（公元1692年）更名为下清溪镇 |
| 齐山镇                                                                                       | 城南5里     |                                                        | 明嘉靖年间设                                             |
| 池口镇                                                                                       | 城西北5里   |                                                        | 明代设                                                   |
| 齐山镇                                                                                       | 城南5里     |                                                        | 明嘉靖年间设                                             |
| 灵芝镇                                                                                       | 城东南35里  |                                                        | 明成化年间设                                             |
| 殷家汇镇                                                                                     | 城西南50里  |                                                        | 明代设、清康熙九年（1670年）设立行政公署                 |
| 上清溪镇                                                                                     | 城南5里     |                                                        | 清康熙三十一年（公元1692年）设                           |
| 白洋镇                                                                                       | 城南30里    |                                                        | 清康熙三十一年（公元1692年）设                           |
| 乌沙夹镇                                                                                     | 城西30里    |                                                        | 清道光三年（公元1823年）设，1881年更名为乌沙镇           |
| 观前镇                                                                                       | 城东30里    |                                                        | 清道光三年（公元1823年）设                               |
| 西华镇                                                                                       | 城南60里    |                                                        | 清道光三年（公元1823年）设                               |
| 塘桥镇                                                                                       | 城西60里    |                                                        | 清道光三年（公元1823年）设                               |
| 永安乡                                                                                       | 城东10里    | 东一、东二                                             | 明正德前有东三、东四两保，后并入。                       |
| 永宁乡                                                                                       | 城西20里    | 西一、西二                                             | 明正德前有西三保，后并入西二保。                         |
| 长寿乡                                                                                       | 城东60里    | 受一、受二、受三                                       |                                                          |
| 开元乡                                                                                       | 城南50里    | 元一、元二、元三、元四                                 | “元”后改为“原”。                                         |
| 崇贤乡                                                                                       | 城东60里    | 贤一                                                   |                                                          |
| 崇义乡                                                                                       | 城南80里    | 义一上、义二上、义三上                                 | 亦称义一、义二、义三。                                   |
| 舞鸾上乡                                                                                     | 城西90里    | 舞上一、舞上二、舞上三                                 | 亦称上一、上二、上三。                                   |
| 舞鸾下乡                                                                                     | 城西50里    | 舞下一、舞下二、舞下三、舞下四、舞下五、舞下六、舞下七 | 亦称下一、下二、下三、下四、下五、下六、下七。           |
| 兴仁乡                                                                                       | 城西南120里 | 仁一、仁二、仁三、仁四                                 |                                                          |
| 兴孝乡                                                                                       | 城南220里   | 孝一、孝二                                             |                                                          |
| 资料来源：清光绪《贵池县志》、黄山书社1994版《贵池县志》、方志出版社2016版《池州市志》第一册 |             |                                                        |                                                          |

## 中华民国大陆时期
1912年4月6日，大通军政分府解散，贵池县直属安徽省。1914年6月2日，改属安徽省芜湖道。1927年7月15日，因宁汉合流，贵池县直属中华民国国民政府安徽省芜湖道，8月正式废道，直属安徽省。1932年4月2日，改属安徽省第八区专员公署，为专署驻地；同年10月10日，第八区改为第八行政督察区专员公署，贵池县依然为专署驻地。1938年4月15日，改属皖南行政公署。7月，贵池县政府为逃避日军进攻，迁往新开路（今贵池区梅街镇桃坡村），8月，又迁于西南部刘街乡（今梅街镇刘街社区）、留田乡（今棠溪镇留田村）。1938年10月28日，日本军队攻陷贵池县城。1940年4月13日，贵池县政府随专署迁往棠溪村（今棠溪镇政府驻地），不久迁往青阳县朱备店（今朱备镇政府驻地）、石埭县乌石垅(今黄山市黄山区乌石镇)、青阳县南阳湾（今陵阳镇南阳村）等地。
1945年8月15日，日本无条件投降。10月18日，贵池县政府迁往池阳镇。11月30，撤销皖南行政公署，第八专区驻贵池县城，属安徽省。1947年12月4日，第八专区仍属安徽省皖南行署。1949年2月3日，皖南行署并入安徽省政府。3月，贵池县政府迁往棠溪柯（今棠溪镇）。
1949年4月21日17时30分，中国人民解放军占领贵池县乌沙夹（今乌沙镇），向贵池县城进攻。4月22日0时30分，贵池县城被中国人民解放军占领。自此，中华民国国军对贵池县完全失去控制。
1949年5月1日，贵池县人民政府成立。5月13日，池州专区正式成立，行政公署驻贵池县池州镇。

### 县以下政区

#### 抗战前
1912年至1930年，贵池县以下行政区划仍沿用清制，县以下仅设地保办理民事，甚至可以左右县知事的选举。1927年6月，县知事改称县长。1931年，中华民国政府开始使用区、乡制，贵池县县治设在池阳镇。1933年，全国推行保甲制，安徽省县以下设区公所一级行政机构，并建立保甲组织，全县设8区525保4337甲，不久设联保办公处，下分区、联保、保三线。

##### 中共革命根据地
1935年（民国24年）1月29日，贵池县苏维埃政府在留田乡茂竹柯成立，首任主席为檀炳光；同年9月12日，中共又在牌楼乡许家冲成立贵东县苏维埃政府。上述政府直至1936年3月才撤销。

#### 抗战时期至解放
1940年，贵池县当局改联保办公处为乡公所，保甲制未变。区公所改称区署，全县合并为桃坡、丁香两区署和西北办事处，共辖27个乡公所。
1944年，贵池县与桐城县界沿长江凤凰洲北侧水道划分，当时武梁洲、凤凰洲、长沙洲、裕生洲、扁担洲、太子矶均属贵池县境。

1945年9月，调整区划，全县下辖2镇、27乡：
- 镇：池阳镇、殷汇镇；
- 乡：乌沙、长晏、江万、高驻、观前、梅埂、云山、东湖、老坝、石留、保和、新梨、桃坡、罗城、黎店、清溪、西二、石城、丁香、詹坡、大演、灌口、莘田、牌楼、吴田、唐田。

1947年中华民国贵池县当局调整区划：
- 江万乡分为江店乡和万春乡；
- 高驻乡分为高岭乡和驻驾乡。

当时全县有7区2镇31乡283保，一直沿用至1949年4月21日中国人民解放军占领贵池为止。
| 贵池县区划一览表（民国37年/1948年）                                |        |                                                        |
| 行政隶属：安徽省第八行政督察区专员公署 县治：第一区（池阳镇）      |        |                                                        |
| 区                                                                 | 乡镇数 | 乡镇                                                   |
| 第一区（池阳）                                                     | 1镇2乡 | 池阳镇、清溪乡、太朴乡                                 |
| 第二区（乌沙）                                                     | 4乡    | 乌沙乡、长晏乡、江店乡、高岭乡、驻驾乡                 |
| 第三区（殷汇）                                                     | 1镇5乡 | 殷汇镇、石城乡、灌口乡、万春乡、西二乡、三万乡         |
| 第四区（唐田）                                                     | 3乡    | 唐田乡、牌楼乡、吴田乡                                 |
| 第五区（新梨）                                                     | 5乡    | 新梨乡、桃坡乡、崇义乡、石留乡、保和乡                 |
| 第六区（观前）                                                     | 7乡    | 观前乡、马衙乡、云山乡、东湖乡、罗城乡、梅埂乡、老坝乡 |
| 第七区（丁香）                                                     | 5乡    | 丁香乡、大演乡、占坡乡、杨坑乡、高坦乡                 |
| 资料来源：黄山书社1995版《安庆地区志》、黄山书社1994版《贵池县志》 |        |                                                        |

##### 皖江抗日临时根据地
1944年春，新四军在墩上成立贵东办事处；4月2日，又在高脊岭成立贵西临时办事处；10月，在乌沙镇吴家嘴成立的沿江行政办事处。中共游击武装又在贵池县、青阳县、铜陵县交界地区成立边区县政府。1945年9月，新四军北撤，上述政权只留下部分人员坚持皖南地区游击战争，绝大数人迁往陕北。

##### 日伪政权下行政区划
1938年10月28日，日军占领贵池，立即在县城成立“维持会”政权，属安徽省第八专区。由当地汉奸担任负责人。1943年1月1日，贵池县改属汪精卫政权安徽省第八专区，下辖第一区（城关）、第二区（观前）、第三区（乌沙）、第四区（殷汇）4个区，1个镇（池阳镇），15个乡。1945年，因日本无条件投降，贵池县日伪政权垮台。

### 解放初期
1949年5月1日，贵池县人民政府成立，立即将县治池阳镇更名为池州镇；同时原中华民国政府的保甲制度被废除，改为区、乡、村建制。全县仍设7区、34乡镇、206村。

## 中华人民共和国时期

### 共和国初期
1949年10月1日，中华人民共和国成立。贵池县仍属皖南行署区池州专区。此时全县仍管辖7区、34乡镇、291村。但不久撤销乡，村由区直接领导，杨坑乡又并入石埭县，1949年底，全县下辖12区、206村。在此期间，县境南部又落入土匪武装之手，旋即收复。1950年，缩小村的规模，全县设12区、292村；区公所名称用数字代替。年底以区公所所在地名为区名，全县仍下辖12区，村减为289个。
1951年全县撤销村级建制，全县设立137乡镇。

| 贵池县行政区划（1951年）                                             |            | |
| 行政隶属：安徽省皖南行署区池州专区 政府驻地：池州镇                  |            | |
| 区                                                                   | 乡（镇）数 | 乡镇                                                                                                   |
| 城厢区                                                               | 7（1）     | 池州镇、普庆、长乐、杏花、十里、新坝、江口、流安                                                       |
| 乌沙区                                                               | 16（1）    | 乌沙镇、龙江、古城、晏塘、卫国、建国、大农、保安、古塔、江店、烟墩、同乐、新义、高岭、天成、柳城、普渡 |
| 殷汇区                                                               | 14（1）    | 殷汇镇、翠峰、龙山、杨桥、兰山、灌口、梅山、穿山、龙舒、读山、显化、汇丰、万成、万保、万民             |
| 牌楼区                                                               | 14         | 吴田、东溪、南泉、姥山、双林、万兴、高岭、唐田、石岭、尚松、济公、牌楼、兰大、三山                     |
| 丁香区                                                               | 9          | 小河、栗阳、长丰、九步、莘田、尧田、龙泉、丁香、库柏                                                   |
| 高阳区                                                               | 9          | 高坦、泥湾、十字、珍溪、丰溪、七里、杏溪、矶滩、沟汀                                                   |
| 占大区                                                               | 8          | 源横、山田、东南、三源、利潭、高剡、龙溪、三联                                                         |
| 石保区                                                               | 8          | 桃华、刘街、长太、东源、留田、百安、西园、裕丰                                                         |
| 桃坡区                                                               | 11         | 元四、佘河、上保、醒狮、白洋、星元、潘桥、乌石、黄田、梅村、肖坑                                       |
| 清溪区                                                               | 12         | 金鸡、双桥、江桥、涓桥、洪桥、莲峰、永明、石琅、岱岭、木田、晓岭、五岭                                 |
| 观前区                                                               | 12（1）    | 观前镇、祠堂、新龙、新刘、新湖、钱龙、双惠、双岭、旺子、山湖、双湖、三河、茅坦                         |
| 罗城区                                                               | 13         | 船峰、四岭、三合、石门、双河、河口、低岭、香山、中岭、灵芝、新民、枫岭、马衙                           |
| 资料来源：方志出版社1996版《池州地区志》、黄山书社1994版《贵池县志》 |            | |

1952年3月28日，因池州专区撤销，贵池县改属安庆专区。
1955年3月，调整部分乡，全县设7区、139乡镇。

| 贵池县行政区划（1955年3月）                                        |         | |
| 行政隶属：安徽省安庆专区 政府驻地：池州镇                          |         | |
| 区                                                                 | 乡镇数  | 乡镇 |
| 城厢区                                                             | 1镇18乡 | 池州镇、杏花乡、木田乡、岱岭乡、马衙乡、枫岭乡、馒头乡、流坡乡、白洋乡、永明乡、莲峰乡、清溪乡、江桥乡、涓桥乡、晓岭乡、石琅乡、十里乡、双桥乡、五岭乡                                                         |
| 乌沙区                                                             | 1镇22乡 | 乌沙镇、长乐乡、普庆乡、同乐乡、高岭乡、保安乡、古塔乡、烟墩乡、江店乡、古城乡、双林乡、晏塘乡、卫国乡、柳城乡、天成乡、建国乡、大农乡、普渡乡、新义乡、龙江乡、万保乡、万成乡、万民乡                         |
| 殷汇区                                                             | 1镇25乡 | 殷汇镇、汇丰乡、龙山乡、龙舒乡、兰山乡、梅山乡、读山乡、南泉乡、东溪乡、三山乡、济公乡、灌口乡、泥湾乡、显化乡、姥山乡、翠丰乡、万兴乡、吴田乡、高岭乡、唐田乡、牌楼乡、兰大乡、杨桥乡、穿山乡、金鸡乡、洪桥乡 |
| 丁香区                                                             | 24乡    | 丰溪乡、高坦乡、沟汀乡、矶滩乡、小河乡、长丰乡、库柏乡、丁香乡、七里乡、杏溪乡、十字乡、栗阳乡、九步乡、莘田乡、尧田乡、龙泉乡、肖坑乡、珍溪乡、四名乡、石岭乡、尚松乡                                         |
| 石保区                                                             | 17乡    | 星元乡、乌石乡、元四乡、醒狮乡、桃华乡、梅村乡、长太乡、东源乡、刘街乡、佘河乡、上保乡、潘桥乡、黄田乡、百安乡、留田乡、裕丰乡、西园乡                                                                         |
| 罗城区                                                             | 25乡    | 江口乡、双惠乡、钱龙乡、茅坦乡、双湖乡、河口乡、中岭乡、低岭乡、香山乡、四岭乡、船峰乡、三河乡、新刘乡、新湖乡、双岭乡、祠堂乡、观前乡、新龙乡、山湖乡、旺子乡、新民乡、灵芝乡、双河乡、石门乡、三合乡         |
| 占大区                                                             | 8乡     | 三源乡、利潭乡、源横乡、山田乡、高剡乡、龙溪乡、东南乡、三联乡 |
| 资料来源：黄山书社1995版《安庆地区志》、黄山书社1994版《贵池县志》 |         | |

1956年3月，贵池县设7区、60乡镇。1956年5月2日，贵池县人民政府改称贵池县人民委员会，仍属于安庆专区。

| 贵池县行政区划（1956年6月）                                        |         |                                                                                                |
| 行政隶属：安徽省安庆专区 政府驻地：池州镇                          |         |                                                                                                |
| 区                                                                 | 乡镇数  | 乡镇                                                                                           |
| 城厢区                                                             | 1镇7乡  | 池州镇、枫岭乡、白沙乡、涓桥乡、大路乡、清溪乡、十里乡、白洋乡                                 |
| 乌沙区                                                             | 1镇8乡  | 乌沙镇、古城乡、晏塘乡、普渡乡、江店乡、高岭乡、建国乡、驻驾乡、三万乡                         |
| 殷汇区                                                             | 1镇11乡 | 殷汇镇、灌口乡、杨桥乡、穿山乡、五里乡、唐田乡、石岭乡、观山乡、铜源乡、牌楼乡、惠峰乡、双桥乡 |
| 小河区                                                             | 8乡     | 小河乡、栗阳乡、莘田乡、丁香乡、高坦乡、珍溪乡、沟汀乡、七里乡                                 |
| 梅街区                                                             | 7乡     | 梅街乡、佘河乡、琅溪乡、抛岭乡、潘桥乡、棠溪乡、中山乡                                         |
| 观前区                                                             | 1乡     | 观前乡、梅埂乡、同义乡、双岭乡、茅坦乡、马衙乡、灵芝乡、船峰乡、河口乡、香山乡、石门乡         |
| 占大区                                                             | 5乡     | 南源乡、利潭乡、珂田乡、演溪乡、三联乡                                                         |
| 资料来源：黄山书社1995版《安庆地区志》、黄山书社1994版《贵池县志》 |         |                                                                                                |

1957年，再次调整乡级区划，全县设7区、33乡镇；1957年，殷汇镇、乌沙镇改制为乡。

| 贵池县行政区划（1957年8月）                                        |        |                                                |
| 行政隶属：安徽省安庆专区 政府驻地：池州镇                          |        |                                                |
| 区                                                                 | 乡镇数 | 乡镇                                           |
| 城厢区                                                             | 1镇4乡 | 池州镇、馒头乡、马衙乡、清溪乡、涓桥乡         |
| 乌沙区                                                             | 5乡    | 乌沙乡、普渡乡、三万乡、高岭乡、晏塘乡         |
| 殷汇区                                                             | 5乡    | 殷汇乡、杨桥乡、铜山乡、牌坊乡、唐田乡         |
| 小河区                                                             | 6乡    | 小河乡、莘田乡、丁香乡、七里乡、沟汀乡、高坦乡 |
| 梅街区                                                             | 4乡    | 桃坡乡、刘街乡、棠溪乡、梅村乡                 |
| 占大区                                                             | 4乡    | 珂田乡、南源乡、利潭乡、三联乡                 |
| 观前区                                                             | 4乡    | 观前乡、墩上乡、茅坦乡、梅龙乡                 |
| 资料来源：黄山书社1995版《安庆地区志》、黄山书社1994版《贵池县志》 |        |                                                |

### 人民公社化时期
1958年9月，贵池县开始建立人民公社体制。全县7区、1镇、32乡合并为12个大公社，即池州、马衙、乌沙、殷汇、铜山、牌楼、高坦、丁香、詹大、梅街、观前、梅龙。社辖管理区、管理区辖生产大队。
因三年自然灾害导致的人口减少，1959年3月22日，安徽省人民委员会决定撤销青阳县，并入贵池县，仍属安庆专区；1961年12月15日，恢复青阳县。
1960年，梅龙公社并入观前公社，全县设大公社11个。1961年9月27日，恢复区公所，11个大公社改制为37公社，全县设池州、乌沙、殷汇、七里、梅街和观前6区。保留马街、牌楼两区级社。全县共辖35个公社（镇），399个生产大队，3320个生产队。

| 贵池县行政区划（1962年） |                        | |
| 行政隶属：安徽省安庆专区 政府驻地：池州镇 |                        | |
| 区 | 公社数                 | 公社                                                                                               |
| 池州区 | 1镇6公社 4居委会30大队 | 池州镇、池州公社、渔业公社、清溪公社、里山公社、涓桥公社、馒头公社                                 |
| 乌沙区 | 5公社47大队            | 乌沙公社、三万公社、普渡公社、晏塘公社、高岭公社                                                   |
| 殷汇区 | 5公社40个大队          | 新洲公社、铜山公社、杨桥公社、双桥公社、殷汇公社                                                   |
| 七里区 | 10公社41大队           | 占大公社、大演公社、丁香公社、矶滩公社、高坦公社、莘田公社、珍溪公社、珂田公社、小河公社、七里公社 |
| 梅街区 | 5公社45大队            | 梅村公社、棠溪公社、刘街公社、桃坡公社、解放公社                                                   |
| 观前区 | 3公社41大队            | 茅坦公社、观前公社、梅龙公社                                                                       |
| 县直辖社 | 2公社53大队            | 马衙公社、牌楼公社                                                                                 |
| 注： 马衙公社、牌楼公社1963年6月被降格为乡级公社； 1963年6月，池州镇撤销，并入池州公社 1963年7月，渔业公社更名城北公社，1965年7月并入池州镇，称城北村 |                        | |
| 资料来源：黄山书社1995版《安庆地区志》、黄山书社1994版《贵池县志》                                                                                    |                        | |

1963年9月，殷汇区新洲公社划入怀宁县，铜山公社裕丰大队划入东至县，自此，全县下辖6区42个公社。1964年12月2日，为促进铜矿开发，撤销铜山公社、设立铜山镇。
1965年6月21日，国务院同意安徽省成立池州专区、专署驻贵池县池州镇长江路。7月1日，池州专署正式成立。7月19日，国务院批准成立石台县，贵池县的珂田、占大、大演、七里、矶滩、丁香、小河、莘田八个公社遂被析出；贵池县恢复池州镇建制。当时全县下辖5区、2镇、32公社：

| 贵池县行政区划（1966年）                                           |        | |
| 行政隶属：安徽省池州专区 政府驻地：池州镇                          |        | |
| 区                                                                 | 公社数 | 公社                                                                                               |
| 池州区                                                             | 5公社  | 大路公社、清溪公社、里山公社、涓桥公社、馒头公社                                                   |
| 乌沙区                                                             | 5公社  | 乌沙公社、三万公社、普渡公社、晏塘公社、高岭公社                                                   |
| 殷汇区                                                             | 10公社 | 殷汇公社、杨桥公社、双桥公社、铜山公社、吴田公社、唐田公社、牌楼公社、穿山公社、高坦公社、珍溪公社 |
| 梅街区                                                             | 5公社  | 梅村公社、棠溪公社、刘街公社、桃坡公社、解放公社                                                   |
| 观前区                                                             | 3公社  | 茅坦公社、观前公社、梅龙公社、墩上公社、马衙公社、罗城公社、枫岭公社                               |
| 县直辖镇                                                           | 2镇    | 池州镇、铜山镇                                                                                     |
| 资料来源：黄山书社1995版《安庆地区志》、黄山书社1994版《贵池县志》 |        | |

1968年5月12日，贵池县革命委员会成立，行政区划不变。同年冬，将32个公社2个镇合并为20个公社。即池州、里山、双桥、殷汇、高坦、牌楼、唐田、铜山、马衙、墩上、观前、茅坦、梅龙、乌沙、红旗、高岭、梅村、棠溪、刘街、解放。1971年3月29日池州专区革命委员会改制为池州地区革命委员会，贵池属之。1971年4月，铜山镇改为池州地区铜陵县管辖，不久划归新设立的铜陵市郊区。
1972年1月，调整部分公社规模，将乌沙、红旗、高岭三公社划为乌沙、晏塘、普渡、高岭、三万五公社；解放公社析为解放、桃坡两公社，殷汇公社析为殷汇、杨桥两公社。1974年，全县调整为25个公社。即池州镇、江口、里山、双桥、乌沙、晏辖、木闸、阮桥、高岭、殷汇、铜山、唐田、牌楼、高坦、灌口、梅村、棠溪、刘街、解放、桃坡、马衙、墩上、茅坦、观前、梅龙。
1977年1月，池州镇升格为区级镇，同时成立城关、乌沙、殷汇、观前、梅街5个工作委员会。
1978年10月，经池州地区革命委员会批准，贵池县恢复清溪公社、驻驾公社。从此，贵池县下辖1镇并27个公社。

#### 改革开放及县级市时期
1980年1月29日，因池州地区行政公署撤销，贵池县改隶安庆地区行政公署。1980年5月2日，经中共安庆地委同意，贵池县废除城关、乌沙、殷汇、观前、梅街5个工作委员会，改为区委，归县委领导。1981年1月，原1976年成立的南京军区安徽省生产建设兵团第三师（驻梅龙公社境内）撤销，其下辖的国营桐梓山农场移交给贵池县，成立桐梓山公社。
1981年3月26日，贵池县革命委员会改称贵池县人民政府，仍属于安庆地区行政公署。4月，贵池县各社镇相继召开社员代表大会，宣布撤销各镇和公社革命委员会，设立各镇人民政府和公社管理委员会。1982年7月，贵池县开展第三次人口普查，全县有5区1镇27公社，辖293生产大队，9居民办事处。
1983年1月3日，经安徽省人民政府办公厅政函字[1983]1号同意，因与安庆地区潜山县高岭公社重名，贵池县高岭公社更名为高脊岭公社。1983年6月1日，撤销殷汇公社，并入殷汇镇。同年10月8日，国务院批复，因贵池县城区人口无法满足撤县设市标准，仍维持原建制。
1984年3月贵池县废除人民公社制度，进行行政区划制度改革，重新设区建乡，设5个区和2个镇，合26乡，9居民办事处，295个行政村。

| 贵池县行政区划（1984年）                    |                            |            | |
| 行政隶属：安徽省安庆地区 县政府驻地：池州镇 |                            |            | |
| 区镇                                        | 政府驻地                   | 下辖政区数 | 下辖行政区 |
| 池州镇                                      | 古舜居委会幸福路1号        | 不適用     | 楼山办事处、古舜办事处、孝肃办事处、九华办事处、城北办事处、秋浦办事处、清风办事处、池口办事处、港口办事处、城北村、胜利村（渔业村）、红光村（蔬菜一村）、新桥村、南湖村（蔬菜二村）、长岗村、孔井村、十里村 |
| 城关区                                      | 池州镇南湖村湖心路9号      | 4乡        | 里山乡、江口乡、双桥乡、清溪乡 |
| 殷汇区                                      | 殷汇镇殷汇居委会惠民路12号 | 5乡1镇     | 殷汇镇、铜山乡、唐田乡、高坦乡、牌楼乡、灌口乡 |
| 乌沙区                                      | 乌沙乡乌沙村               | 6乡        | 乌沙乡、驻驾乡、高脊岭乡、阮桥乡、木闸乡、晏塘乡 |
| 观前区                                      | 观前乡观前村               | 6乡        | 观前乡、茅坦乡、桐梓山乡、梅龙乡、墩上乡、马衙乡 |
| 梅街区                                      | 桃坡乡梅街村               | 5乡        | 桃坡乡、解放乡、梅村乡、刘街乡、棠溪乡 |
| 资料来源：黄山书社1994版《贵池县志》        |                            |            | |

1988年3月，棠溪乡西山村划出一个枣园村。全县设5区2镇26乡，辖298个村民委员会、3696个村民小组。

#### 县级市时期
1988年8月17日，中华人民共和国国务院令24号（国函[1988]105号）同意安徽省撤销安庆地区行政公署和原地级安庆市，实施地市合并；撤销贵池县，建立县级贵池市，市政府驻池州镇长江南路25号；同时将属安庆地区的贵池县、东至县、石台县和属芜湖市的青阳县划出成立池州地区，地区行政公署驻贵池市池州镇秋浦西路18号。
| 贵池市行政区划（1988年） |            |            | |
| 行政隶属：安徽省池州地区 市政府驻地：池州镇 |            |            | |
| 池 州 镇 铜山乡 江 口 乡 木闸乡 晏 塘 乡 乌 沙 乡 驻 驾 乡 清 · 溪 · 乡 双 桥 乡 殷 汇 镇 灌 口 乡 梅 · 村 · 乡 高 坦 乡 牌 楼 乡 里 山 乡 梅龙乡 观 前 乡 桐梓山乡 茅 坦 乡 墩 上 乡 高脊岭乡 阮桥乡 唐 · 田 · 乡 桃 坡 乡 马 衙 乡 解 放 乡 刘 街 乡 棠 溪 乡 ① 石 台 县 青 阳 县 安 · 庆 · 市 枞 阳 县 东 至 县 铜 陵 县 ①乃铜陵市飞地 · 1971年3月之前属贵池县 |            |            | |
| 乡镇 | 村委会个数 | 居委会个数 | 村/居委会 |
| 池州镇 | 8          | 9          | 居民委员会：楼山、古舜、孝肃、九华、城北、秋浦、清风、池口、港口 村民委员会：十里、孔井、长岗、红光、城北、新桥、南湖（池州镇蔬菜队）、胜利（池州镇渔业队） |
| 殷汇镇 | 15         | 1          | 居民委员会：殷汇镇 村民委员会：五里、东溪、汇丰、龙山、龙庄、肖滩、宋村、河东、林田、读山、殷坑、榨岭、翠丰、碧溪、杨湾                                     |
| 观前乡 | 10         |            | 村民委员会：观前、园林、新龙、小岭、双岭、双丰、新湖、新义、新建、祠堂                                                                                      |
| 梅龙乡 | 7          |            | 村民委员会：郭港、先进、进步、梅龙、中梅、胜利、梅龙乡渔业社                                                                                                |
| 马衙乡 | 16         |            | 村民委员会：灵芝、金山、保丰、马衙、四岭、岱岭、童铺、大路、南星、碧山、峡山、杨安、百梁、泥河、枫岭、茶山                                                  |
| 牌楼乡 | 12         |            | 村民委员会：大山、丰收、兰山、东源、竹山、青山、佳山、店上、神山、穿山、济公、牌楼                                                                          |
| 双桥乡 | 14         |            | 村民委员会：桂畈、同兴、涓桥、三友、洪桥、金星、保庆、普丰、红旗、红星、东风、七一、乐岭、三联                                                              |
| 乌沙乡 | 9          |            | 村民委员会：江洲、立新、花园、烟墩、联庄、新庄、慈云、新义、乌沙                                                                                            |
| 桃坡乡 | 10         |            | 村民委员会：峡川、潘桥、新开、桃坡、星田、牌坊、铺庄、青枫、乌石、梅街                                                                                      |
| 里山乡 | 11         |            | 村民委员会：石山、永明、里山、赤岭、晓村、清溪、联盟、象山、新华、白沙铺、齐山                                                                              |
| 清溪乡 | 7          |            | 村民委员会：五岭、四联、杨畈、岭上、罗峰、复兴、联合 |
| 江口乡 | 8          |            | 村民委员会：大兴、三范、永兴、江口、同义、顺利、查村、流坡                                                                                                  |
| 茅坦乡 | 8          |            | 村民委员会：山湖、汀洲、步岭、香山、高岭、塔山、钱龙、茅坦                                                                                                  |
| 墩上乡 | 14         |            | 村民委员会：河口、双河、中岭、中铺、龙池、石铺、低岭、永和、永胜、许桥、渚湖、团结、童溪、老嘴                                                              |
| 桐梓山乡 | 6          |            | 村民委员会：大同、双湖、双惠、建华、惠中、桐梓山 |
| 驻驾乡 | 12         |            | 村民委员会：小上、五行、古中、北闸、长乐、玉楼、民生、同乐、红杨、幸福、驻驾、普庆                                                                          |
| 阮桥乡 | 11         |            | 村民委员会：万宝、天然、阮桥、西埂、农建、同心、团湖、江店、晓湾、联山、新河                                                                                |
| 晏塘乡 | 12         |            | 村民委员会：双塘、龙干、红庄、西湖、灯塔、李阳、明光、金峰、莲花、联村、丰庄、横塘                                                                          |
| 高脊岭乡 | 14         |            | 村民委员会：一心、三联、五联、中河、东埂、龙埂、谷塘、保安、项赛、南闸、莲台、梅里、港西、磨盘                                                              |
| 木闸乡 | 8          |            | 村民委员会：万生、万子、长岭、古城、白沙、杨店、洪湖、惠民                                                                                                  |
| 铜山乡 | 9          |            | 村民委员会：万兴、长丰、长林、观山、宝赛、姥山、黄盆、南坡、双塘埂                                                                                          |
| 唐田乡 | 15         |            | 村民委员会：松亭、乌山、凤凰、计湾、外排、白云、四门、石坡、沙山、和平、吴田、杨名、尚书、唐田、蛟口                                                        |
| 高坦乡 | 12         |            | 村民委员会：十字、斗溪、双丰、长山、长胜、沙坡、绍埂、珍溪、高进、湾团、槐林、檀林                                                                          |
| 灌口乡 | 9          |            | 村民委员会：石城、长庄、旧溪、杨桥、沧埠、梅山、灌口、太田、马草深                                                                                          |
| 解放乡 | 9          |            | 村民委员会：元四、白洋、合兴、俞村、施桥、俞河、查冲、琅河、解放                                                                                            |
| 刘街乡 | 9          |            | 村民委员会：双溪、太平、太和、五洲、长陇、刘街、姚街、梅街、源溪                                                                                            |
| 梅村乡 | 10         |            | 村民委员会：中心、双村、必胜、肖坑、南冲、栗坑、黄田、新村、新民、徽坑                                                                                      |
| 棠溪乡 | 13         |            | 村民委员会：大岭、双桥、东山、石门、合成、西山、百安、花庙、留田、炼剑、曹村、棠溪、枣园                                                                    |
| 资料来源：黄山书社1994版《贵池县志》 |            |            | |

1991年12月30日，经安徽省人民政府批准，撤销乌沙乡，设立乌沙镇。全市下辖5区、3镇、25乡。
1992年1至4月，安徽省民政厅要求全省各县市撤区并乡。1992年1月27日，中共池州地委、池州地区行政公署召开会议，专题研究池州地区撤区并乡工作，最终同意贵池市只撤区不并乡。2月25日，经安徽省人民政府批准，贵池市行政区划作出以下重要调整：
- 撤销城关区、乌沙区、殷汇区、梅街区、观前区5个区公所。
- 撤销桃坡乡，设立梅街镇，同时将刘街乡的梅街村（原梅街区公所驻地）并入梅街镇，梅街镇人民政府由桃坡村迁往梅街村。
- 撤销双桥乡，设立涓桥镇；撤销牌楼乡，设立牌楼镇；撤销马衙乡，设立马衙镇；撤销梅龙乡，设立梅龙镇；撤销观前乡，设立观前镇。以上乡镇政府驻地不变。
- 对市区的行政区划调整：撤销池州镇（副县级），设立池阳街道办事处、秋浦街道办事处。池阳街道管辖池州镇的楼山、古舜、孝肃、城北、秋浦、清风、池口、港口、九华居委会和红光、新桥、城北、胜利居委会，街道办事处仍设在在古舜居委会原池州镇人民政府驻地；秋浦街道管辖池州镇的城西居委会和十里、长岗、南湖、孔井居委会，以及里山乡的齐山村，街道办事处仍设在南湖村原城关区区公所驻地。

| 贵池市行政区划（1992年）                      |            |            | |
| 行政隶属：安徽省池州地区 市政府驻地：池阳街道 |            |            | |
| 乡镇街道                                      | 村委会个数 | 居委会个数 | 村/居委会 |
| 池阳街道                                      | 4          | 9          | 居民委员会：楼山、古舜、孝肃、城北、秋浦、清风、池口、港口、九华 村民委员会：红光、新桥、城北、胜利                     |
| 秋浦街道                                      | 5          | 1          | 居民委员会：城西 村民委员会：十里、长岗、南湖、孔井、齐山                                                               |
| 殷汇镇                                        | 15         | 1          | 居民委员会：殷汇镇 村民委员会：五里、东溪、汇丰、龙山、龙庄、肖滩、宋村、河东、林田、读山、殷坑、榨岭、翠丰、碧溪、杨湾 |
| 观前镇                                        | 10         |            | 村民委员会：观前、园林、新龙、小岭、双岭、双丰、新湖、新义、新建、祠堂                                                  |
| 梅龙镇                                        | 7          |            | 村民委员会：郭港、先进、进步、梅龙、中梅、胜利、梅龙镇渔业社                                                            |
| 马衙镇                                        | 16         |            | 村民委员会：灵芝、金山、保丰、马衙、四岭、岱岭、童铺、大路、南星、碧山、峡山、杨安、百梁、泥河、枫岭、茶山              |
| 牌楼镇                                        | 12         |            | 村民委员会：大山、丰收、兰山、东源、竹山、青山、佳山、店上、神山、穿山、济公、牌楼                                      |
| 涓桥镇                                        | 14         |            | 村民委员会：桂畈、紫岩、涓桥、三友、洪桥、金星、保庆、普丰、泉冲、半铺、凉亭、叶管、乐岭、前水冲                        |
| 乌沙镇                                        | 9          |            | 村民委员会：江洲、立新、花园、烟墩、联庄、新庄、慈云、新义、乌沙                                                        |
| 梅街镇                                        | 10         |            | 村民委员会：峡川、潘桥、新开、桃坡、星田、牌坊、铺庄、青枫、乌石、梅街                                                  |
| 里山乡                                        | 10         |            | 村民委员会：石山、永明、里山、赤岭、晓村、清溪、联盟、象山、新华、白沙铺                                                |
| 清溪乡                                        | 7          |            | 村民委员会：五岭、四联、杨畈、岭上、罗峰、复兴、联合                                                                    |
| 江口乡                                        | 8          |            | 村民委员会：大兴、三范、永兴、江口、同义、顺利、查村、流坡                                                              |
| 茅坦乡                                        | 8          |            | 村民委员会：山湖、汀洲、步岭、香山、高岭、塔山、钱龙、茅坦                                                              |
| 墩上乡                                        | 14         |            | 村民委员会：河口、双河、中岭、中铺、龙池、石铺、低岭、永和、永胜、许桥、渚湖、团结、童溪、老嘴                          |
| 桐梓山乡                                      | 6          |            | 村民委员会：大同、双湖、双惠、建华、惠中、桐梓山                                                                        |
| 驻驾乡                                        | 12         |            | 村民委员会：小上、王行、古中、北闸、长乐、玉楼、民生、同乐、红杨、幸福、驻驾、普庆                                      |
| 阮桥乡                                        | 11         |            | 村民委员会：万宝、天然、阮桥、西埂、农建、同心、团湖、江店、晓湾、联山、新河                                            |
| 晏塘乡                                        | 13         |            | 村民委员会：双塘、龙干、红庄、西湖、灯塔、李阳、明光、金峰、莲花、联村、丰庄、横塘、沿江                                |
| 高脊岭乡                                      | 14         |            | 村民委员会：一心、三联、五联、中河、东埂、龙埂、谷塘、保安、项赛、南闸、莲台、梅里、港西、磨盘                          |
| 木闸乡                                        | 8          |            | 村民委员会：万生、万子、长岭、古城、金沙、杨店、洪湖、惠民                                                              |
| 铜山乡                                        | 9          |            | 村民委员会：万兴、长丰、长林、观山、宝赛、姥山、黄湓、南坡、双塘埂                                                      |
| 唐田乡                                        | 16         |            | 村民委员会：松亭、乌山、凤凰、计湾、外排、白云、四门、石坡、沙山、和平、吴田、杨名、尚书、唐田、蛟口、升金湖渔业社      |
| 高坦乡                                        | 12         |            | 村民委员会：十字、斗溪、双丰、长山、长胜、沙坡、绍埂、珍溪、高进、湾潭、槐林、檀林                                      |
| 灌口乡                                        | 9          |            | 村民委员会：石城、长庄、旧溪、杨桥、沧埠、梅山、灌口、太田、马草深                                                      |
| 解放乡                                        | 10         |            | 村民委员会：元四、白洋、合兴、俞村、施桥、俞河、查冲、琅河、解放、西河                                                  |
| 刘街乡                                        | 8          |            | 村民委员会：双溪、太平、太和、五洲、长垄、刘街、姚街、源溪                                                              |
| 梅村乡                                        | 10         |            | 村民委员会：中心、双村、必胜、肖坑、南冲、栗坑、黄田、新村、新民、徽坑                                                  |
| 棠溪乡                                        | 13         |            | 村民委员会：大岭、双桥、东山、石门、合成、西山、百安、花庙、留田、炼剑、曹村、棠溪、枣园                                |
| 资料来源：黄山书社2009版《贵池市志》          |            |            | |

1999年7月14日，经安徽省人民政府批准，贵池市撤销里山乡，设立里山街道；撤销江口乡，设立江口街道。

### 市辖区时期
2000年6月25日，中华人民共和国国务院令35号（国函[2000]85号）同意安徽省撤销池州地区和县级贵池市，设立地级池州市，原县级贵池市改设贵池区。池州市人民政府仍驻贵池区池阳街道百牙中路1号，贵池区人民政府仍驻池阳街道长江南路25号，同年10月26日，贵池区正式成立。2000年底，贵池区下辖4个街道办事处、8个镇、17个乡，辖29个居委会、297个村委会（含梅龙镇渔业社）。
| 贵池区行政区划（2000年）                    |            |            | |
| 行政隶属：安徽省池州市 区政府驻地：池阳街道 |            |            | |
| 乡镇街道                                    | 村委会个数 | 居委会个数 | 村/居委会 |
| 池阳街道                                    |            | 19         | 居民委员会：池口、城北、百牙、百荷园、翠百、九华、孝肃、楼山、古舜、秋江、清风、杏村、城南、府学、兴济桥、团结、毓秀门、秀山、东湖路        |
| 秋浦街道                                    | 5          | 7          | 居民委员会：翠微、绣春、城东、湖心、城西、西苑、月亮湖 村民委员会：十里、长岗、南湖、孔井、齐山                                             |
| 里山街道                                    | 10         |            | 村民委员会：石山、永明、里山、赤岭、晓村、清溪、联盟、象山、新华、白沙铺                                                                    |
| 江口街道                                    | 8          |            | 村民委员会：大兴、三范、永兴、江口、同义、顺利、查村、流坡                                                                                  |
| 殷汇镇                                      | 16         | 2          | 居民委员会：殷汇镇、三二五地质队 村民委员会：殷汇、五里、东溪、汇丰、龙山、龙庄、肖滩、宋村、河东、林田、读山、殷坑、榨岭、翠丰、碧溪、杨湾 |
| 梅街镇                                      | 10         | 2          | 居民委员会：潘桥、西华 村民委员会：峡川、潘桥、新开、桃坡、星田、牌坊、铺庄、青枫、乌石、梅街                                               |
| 观前镇                                      | 10         |            | 村民委员会：观前、园林、新龙、小岭、双岭、双丰、新湖、新义、新建、祠堂                                                                      |
| 梅龙镇                                      | 7          |            | 村民委员会：郭港、先进、进步、梅龙、中梅、胜利、梅龙镇渔业社                                                                                |
| 马衙镇                                      | 16         |            | 村民委员会：灵芝、金山、保丰、马衙、四岭、岱岭、童铺、大路、南星、碧山、峡山、杨安、百梁、泥河、枫岭、茶山                                  |
| 牌楼镇                                      | 12         |            | 村民委员会：大山、丰收、兰山、东源、竹山、青山、佳山、店上、神山、穿山、济公、牌楼                                                          |
| 涓桥镇                                      | 14         |            | 村民委员会：桂畈、紫岩、涓桥、三友、洪桥、金星、保庆、普丰、泉冲、半铺、凉亭、叶管、乐岭、前水冲                                            |
| 乌沙镇                                      | 9          |            | 村民委员会：江洲、立新、花园、烟墩、联庄、新庄、慈云、新义、乌沙                                                                            |
| 清溪乡                                      | 7          |            | 村民委员会：五岭、四联、杨畈、岭上、罗峰、复兴、联合                                                                                        |
| 茅坦乡                                      | 8          |            | 村民委员会：山湖、汀洲、步岭、香山、高岭、塔山、钱龙、茅坦                                                                                  |
| 墩上乡                                      | 14         |            | 村民委员会：河口、双河、中岭、中铺、龙池、石铺、低岭、永和、永胜、许桥、渚湖、团结、童溪、老嘴                                              |
| 桐梓山乡                                    | 6          |            | 村民委员会：大同、双湖、双惠、建华、惠中、桐梓                                                                                              |
| 驻驾乡                                      | 12         |            | 村民委员会：小上、王行、古中、北闸、长乐、玉楼、民生、同乐、红杨、幸福、驻驾、普庆                                                          |
| 阮桥乡                                      | 11         |            | 村民委员会：万宝、天然、阮桥、西埂、农建、同心、团湖、江店、晓湾、联山、新河                                                                |
| 晏塘乡                                      | 13         |            | 村民委员会：双塘、龙干、红庄、西湖、灯塔、李阳、明光、金峰、莲花、联村、丰庄、横塘、沿江                                                    |
| 高脊岭乡                                    | 14         |            | 村民委员会：一心、三联、五联、中河、东埂、龙埂、谷塘、保安、项赛、南闸、莲台、梅里、港西、磨盘                                              |
| 木闸乡                                      | 8          |            | 村民委员会：万生、万子、长岭、古城、金沙、杨店、洪湖、惠民                                                                                  |
| 铜山乡                                      | 9          |            | 村民委员会：万兴、长丰、长林、观山、宝赛、姥山、黄湓、南坡、双塘埂                                                                          |
| 唐田乡                                      | 16         |            | 村民委员会：松亭、凤凰、计湾、外排、白云、四门、石坡、沙山、和平、吴田、杨名、尚书、唐田、蛟口、升金湖、渔业村（乌山渔业社）                |
| 高坦乡                                      | 12         |            | 村民委员会：十字、斗溪、双丰、长山、长胜、沙坡、绍埂、珍溪、高进、湾潭、槐林、檀林                                                          |
| 灌口乡                                      | 9          |            | 村民委员会：石城、长庄、旧溪、杨桥、沧埠、梅山、灌口、太田、马草深                                                                          |
| 解放乡                                      | 10         |            | 村民委员会：元四、白洋、合兴、俞村、施桥、俞河、查冲、琅河、解放、西河                                                                      |
| 刘街乡                                      | 8          |            | 村民委员会：双溪、太平、太和、五洲、长垄、刘街、姚街、源溪                                                                                  |
| 梅村乡                                      | 10         |            | 村民委员会：中心、双村、必胜、肖坑、南冲、栗坑、黄田、新村、新民、徽坑                                                                      |
| 棠溪乡                                      | 13         |            | 村民委员会：大岭、双桥、东山、石门、合成、西山、百安、花庙、留田、炼剑、曹村、棠溪、枣园                                                    |
| 资料来源：黄山书社2009版《贵池市志》        |            |            | |

2001年8月17日，贵池区行政区划第一次大规模调整：
- 撤销清溪乡，将部分村委会并入里山街道、部分村委会并入涓桥镇；
- 将桐梓山乡整建制并入梅龙镇。行政区域为原桐梓山乡、梅龙镇行政区域，镇政府驻郭港村。
- 将驻驾乡整建制并入乌沙镇。行政区域为原驻驾乡、乌沙镇行政区域，镇政府驻乌沙居委会。
- 撤销梅村乡，设立梅村镇；
- 撤销墩上乡，设立墩上镇；
- 撤销唐田乡，设立唐田镇；
- 撤销晏塘乡，设立晏塘镇；
- 撤销铜山乡，设立牛头山镇。
- 撤销灌口乡，将8个村并入殷汇镇，8个村并入梅村镇；

该年底，贵池区辖4个街道、13个镇、8个乡，辖36个居委会、291个村委会（包括渔业社）：池阳街道办事处、秋浦街道办事处、江口街道办事处、里山街道办事处、乌沙镇、殷汇镇、牌楼镇、梅街镇、马衙镇、观前镇、梅龙镇、涓桥镇、晏塘镇、牛头山镇、唐田镇、梅村镇、墩上镇、高脊岭乡、阮桥乡、木闸乡、高坦乡、棠溪乡、刘街乡、解放乡、茅坦乡。
2007年2月5日，经安徽省人民政府批准，贵池区行政区划第二次大规模调整：
- 将梅街镇、刘街乡整建制并入梅街镇。行政区域为原梅街镇、刘街乡行政区域，镇政府驻潘桥居委会。
- 将牛头山镇、木闸乡整建制并入牛头山镇。行政区域为原牛头山镇、木闸乡行政区域，镇政府驻姥山居委会。
- 将梅村镇、高坦乡整建制并入梅村镇。行政区域为原梅村镇、高坦乡行政区域，镇政府驻高坦村。
- 将墩上镇、茅坦乡整建制并入墩上街道。行政区域为原墩上镇、茅坦乡行政区域，街道办事处驻墩上镇社区。
- 将解放乡、里山街道整建制并入里山街道。行政区域为原里山街道、解放乡行政区域，街道办事处驻里山社区。
- 撤销晏塘镇、阮桥乡、高脊岭乡。将晏塘镇、乌沙镇的部分建制和阮桥乡、高脊岭乡的全部建制并入秋江街道，街道办事处驻阮桥社区；晏塘镇、乌沙镇部分建制并入乌沙镇，乌沙镇政府驻地不变。
- 撤销棠溪乡，设立棠溪镇。
- 撤销梅龙镇，设立梅龙街道；撤销马衙镇，设立马衙街道；两街道办事处驻地均不变。
- 撤销观前镇，部分建制并入梅龙街道、观前街道。
- 其他建制镇、街道的建制不变。

2007年底，贵池区辖9个建制镇和8个街道。
2010年6月8日，经池州市人民政府批准，将池阳街道办事处、秋浦街道办事处、里山街道办事处部分建制析出，设立清风街道、杏花村街道、清溪街道。至2010年底，贵池区辖9个建制镇和11个街道。
2010年12月24日，贵池区委、区人大、区政府、区政协正式迁入江口街道康庄大道99号贵池新政务中心办公。
2019年7月1日，杏花村街道的秋江社区、清风社区整建制划归池阳街道管辖。
2020年7月16日，市政府机关由贵池区百牙中路1号迁至贵池区清风东路99号办公。